# Martigny (Aisne)
Pour les articles homonymes, voir Martigny (homonymie).
Martigny est une commune française, située en Thiérache, dans le département de l'Aisne en région Hauts-de-France.

## Géographie
- 1Carte dynamique
- 2Carte OpenStreetMap
- 3Carte topographique
- 4Carte avec les communes environnantes

Martigny, située sur la rive droite du Thon, est limitrophe de six communes : Beaumé, Besmont, Bucilly, Leuze, Saint-Michel-en-Thiérache et Watigny.

### Hameaux et dépendances
La rue Grande-Jeanne (Grande-Rue-Dame-Jeanne), la Grande et la Petite Bouloye (Boullois), Pont-à-l'Écu, la Fosse au Comin (Fosse aux Cossains), Laurembert (Lorambert).

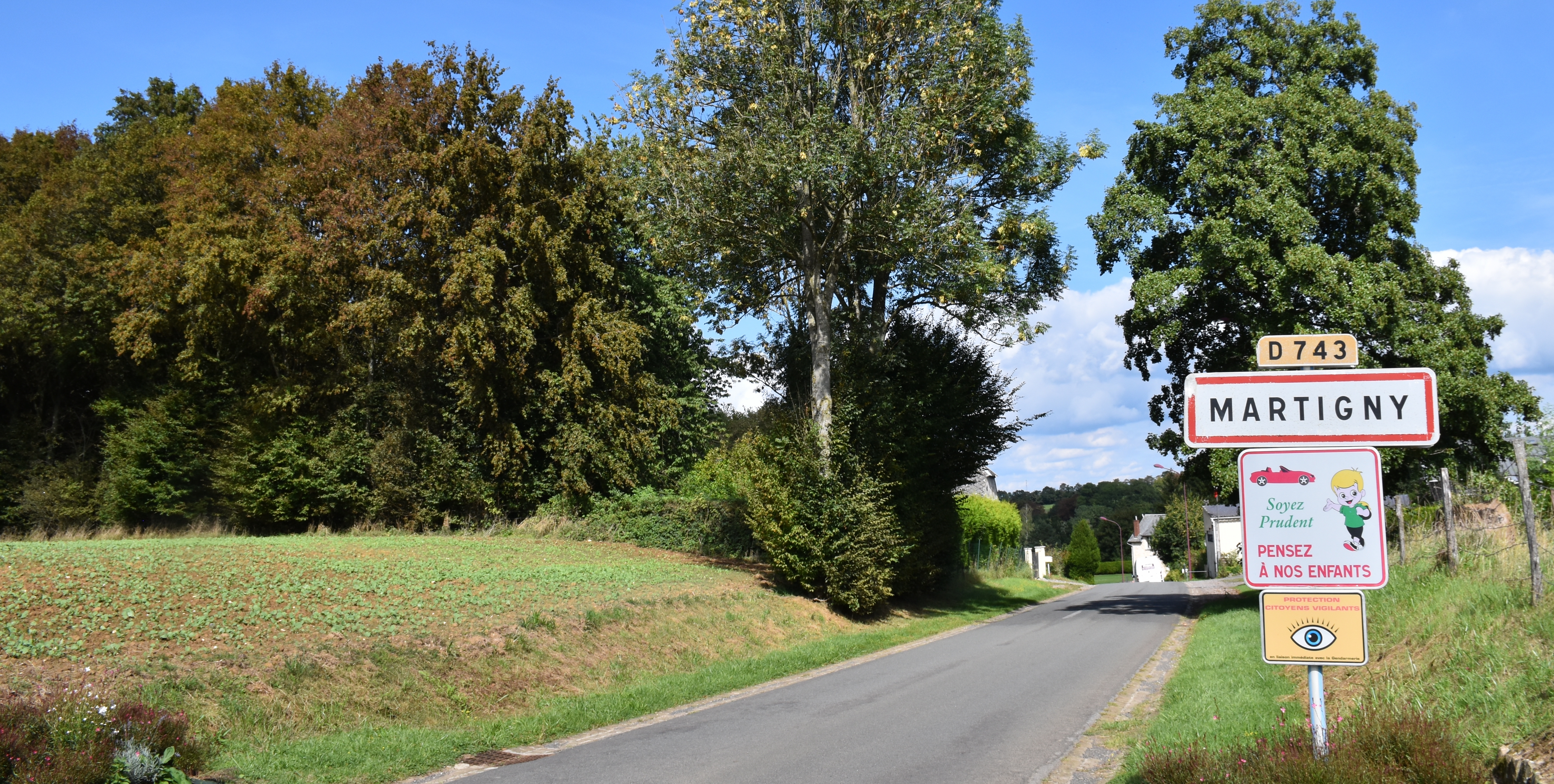
Entrée de Martigny.
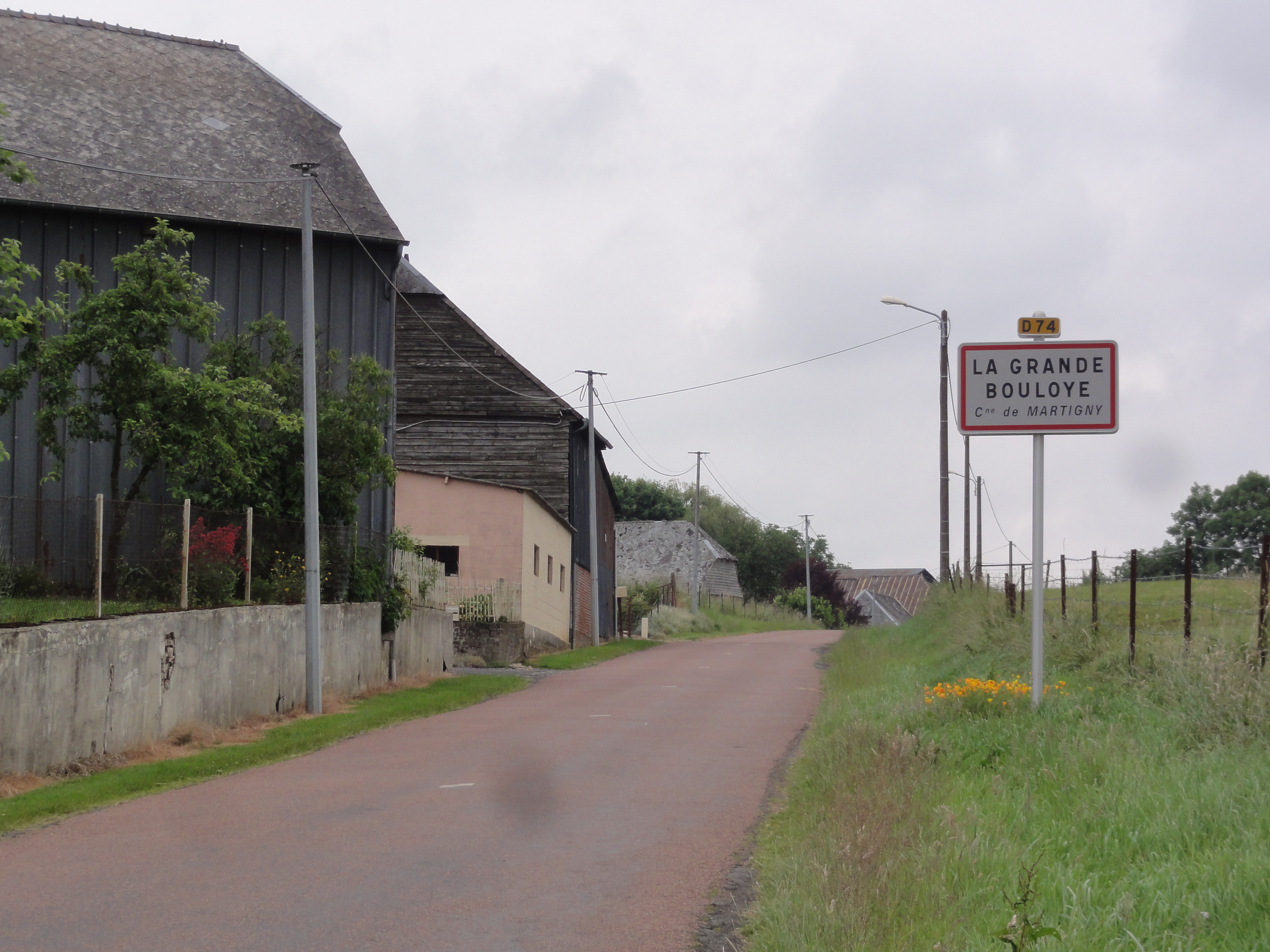
Entrée de la Grande Bouloye.
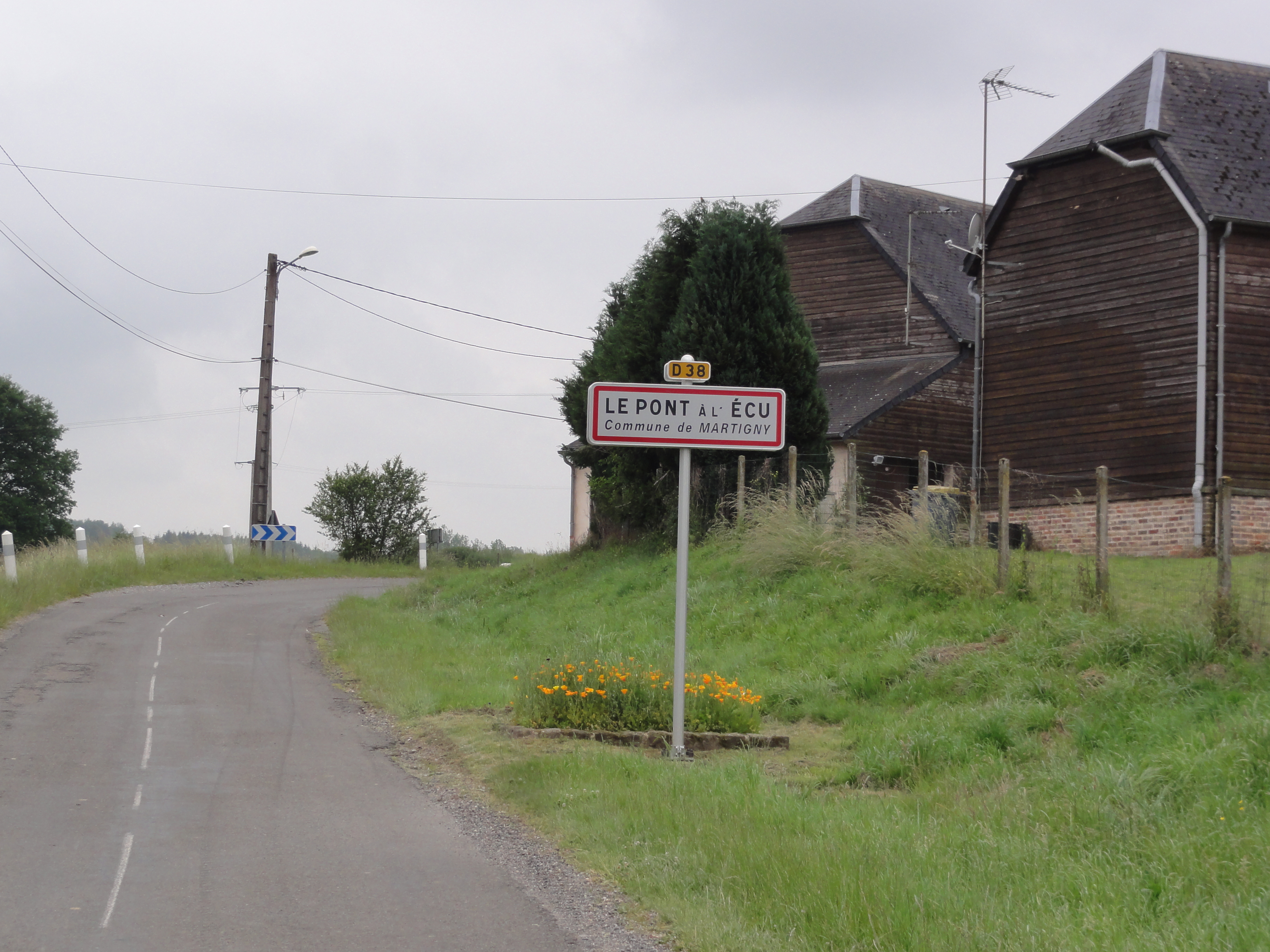
Entrée du Pont-à-l'Écu.

### Hydrographie
La commune est située dans le bassin Seine-Normandie. Elle est drainée par le Ton, le Petit Gland, le Goujon et le Ton,,.
Le Ton, d'une longueur de 56 km, prend sa source dans la commune d'Auvillers-les-Forges et se jette  dans l'Oise (rive gauche) à Étréaupont, après avoir traversé 15 communes.

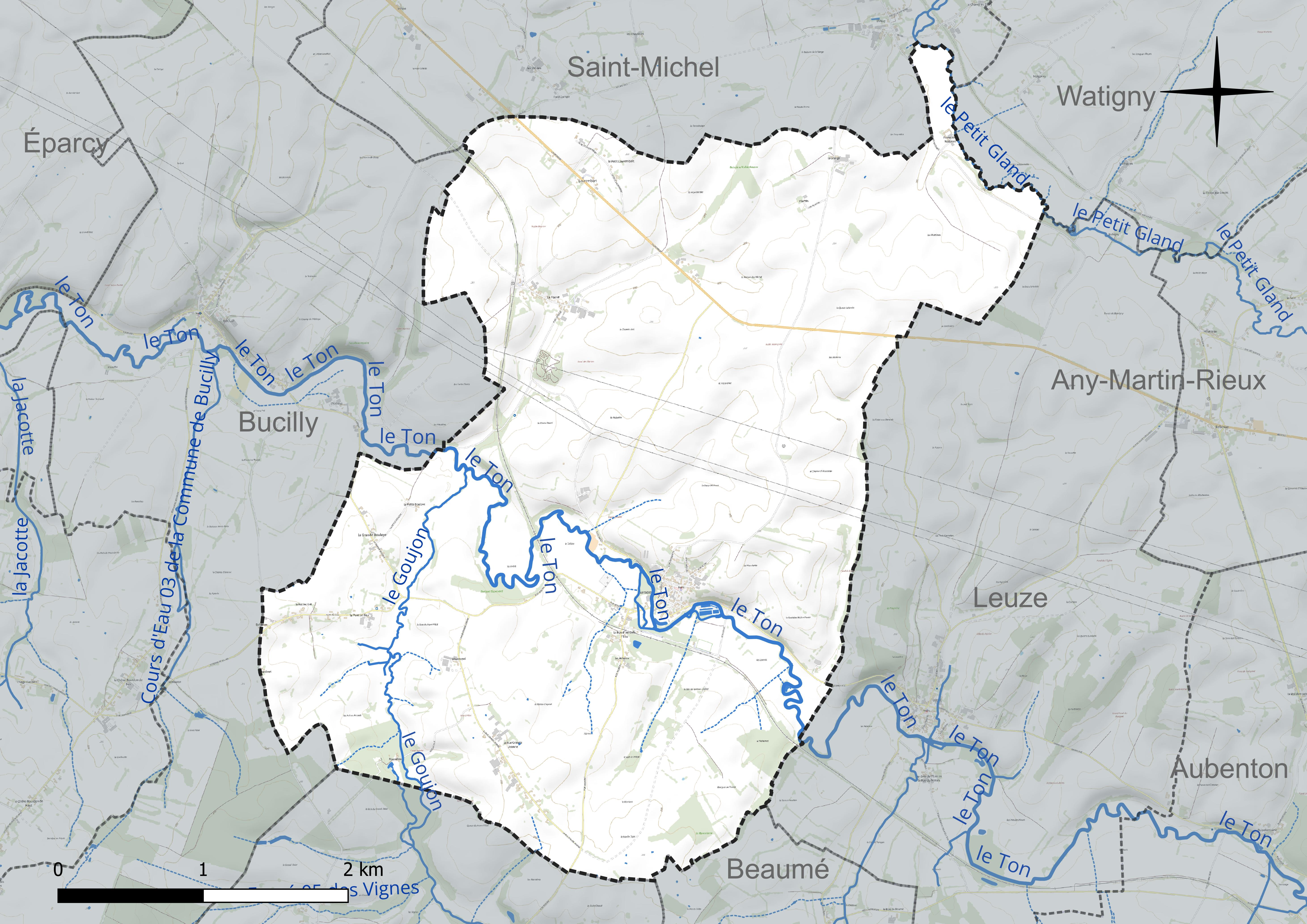
Réseau hydrographique de Martigny.

Le Petit Gland, d'une longueur de 29 km, prend sa source dans la commune d'Auvillers-les-Forges et se jette  dans le Gland à Saint-Michel, après avoir traversé neuf communes.
Le Goujon, d'une longueur de 13 km, prend sa source dans la commune de Aubenton et se jette  dans le Ton sur la commune, après avoir traversé cinq communes.

### Climat
Pour des articles plus généraux, voir Climat des Hauts-de-France et Climat de l'Aisne.
En 2010, le climat de la commune est de type climat des marges montargnardes, selon une étude du CNRS s'appuyant sur une série de données couvrant la période 1971-2000. En 2020, Météo-France publie une typologie des climats de la France métropolitaine dans laquelle la commune est exposée à un climat océanique altéré et est dans la région climatique Nord-est du bassin Parisien, caractérisée par un ensoleillement médiocre, une pluviométrie moyenne régulièrement répartie au cours de l'année et un hiver froid (3 °C).
Pour la période 1971-2000, la température annuelle moyenne est de 9,7 °C, avec une amplitude thermique annuelle de 15,2 °C. Le cumul annuel moyen de précipitations est de 897 mm, avec 13,4 jours de précipitations en janvier et 9,8 jours en juillet. Pour la période 1991-2020, la température moyenne annuelle observée sur la station météorologique la plus proche, située sur la commune de Fontaine-lès-Vervins à 17 km à vol d'oiseau, est de 10,5 °C et le cumul annuel moyen de précipitations est de 826,3 mm,. Pour l'avenir, les paramètres climatiques de la commune estimés pour 2050 selon différents scénarios d'émission de gaz à effet de serre sont consultables sur un site dédié publié par Météo-France en novembre 2022.

## Urbanisme

### Typologie
Au 1er janvier 2024, Martigny est catégorisée commune rurale à habitat très dispersé, selon la nouvelle grille communale de densité à 7 niveaux définie par l'Insee en 2022.
Elle est située hors unité urbaine. Par ailleurs la commune fait partie de l'aire d'attraction d'Hirson, dont elle est une commune de la couronne,. Cette aire, qui regroupe 26 communes, est catégorisée dans les aires de moins de 50 000 habitants,.

### Occupation des sols
L'occupation des sols de la commune, telle qu'elle ressort de la base de données européenne d'occupation biophysique des sols Corine Land Cover (CLC), est marquée par l'importance des territoires agricoles (94,4 % en 2018), une proportion identique à celle de 1990 (94,4 %). La répartition détaillée en 2018 est la suivante : 
prairies (55,3 %), terres arables (39 %), zones urbanisées (4,8 %), forêts (0,9 %).
L'évolution de l'occupation des sols de la commune et de ses infrastructures peut être observée sur les différentes représentations cartographiques du territoire : la carte de Cassini (XVIIIe siècle), la carte d'état-major (1820-1866) et les cartes ou photos aériennes de l'IGN pour la période actuelle (1950 à aujourd'hui).

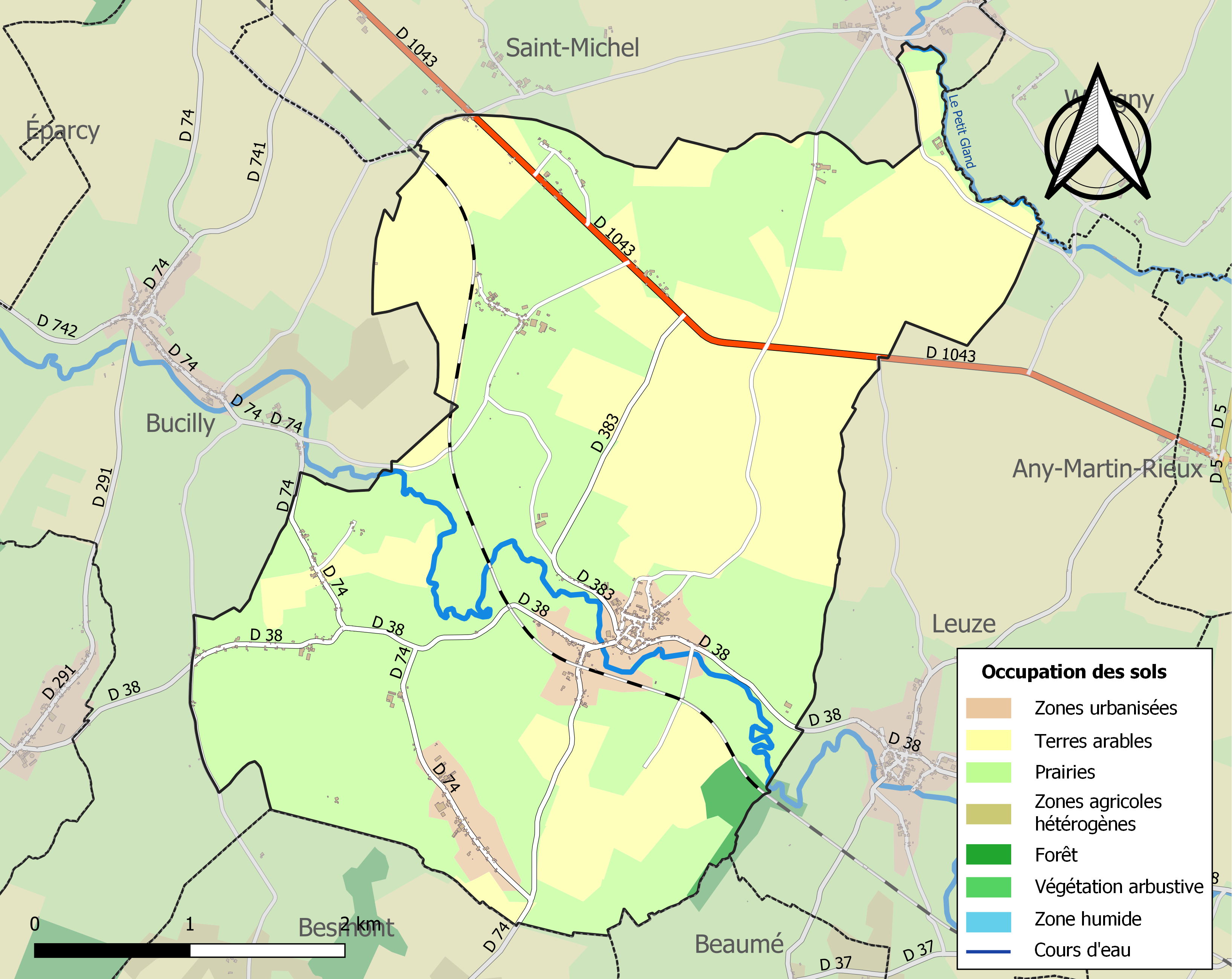
Carte de l'occupation des sols de la commune en 2018 (CLC).

## Toponymie
Le nom de la localité est attesté sous les formes Martigniacus au Xe siècle, Martiniacus en 1121.
Voir Martigny.

## Histoire
Au Xe siècle, Albert Ier de Vermandois donna la moitié du terroir de Martigny à l'abbaye de Bucilly, qui deux siècles après la possédait encore avec le moulin du village.
Jadis, il y avait une maladrerie à laquelle Adeline, dame de Guise, légua 12 sous de Saint-Quentin en 1195 et dont les revenus s'élevaient à 50 livres en 1648.
Un château fort fut bâti avant d'être ruiné au XVIIe siècle.

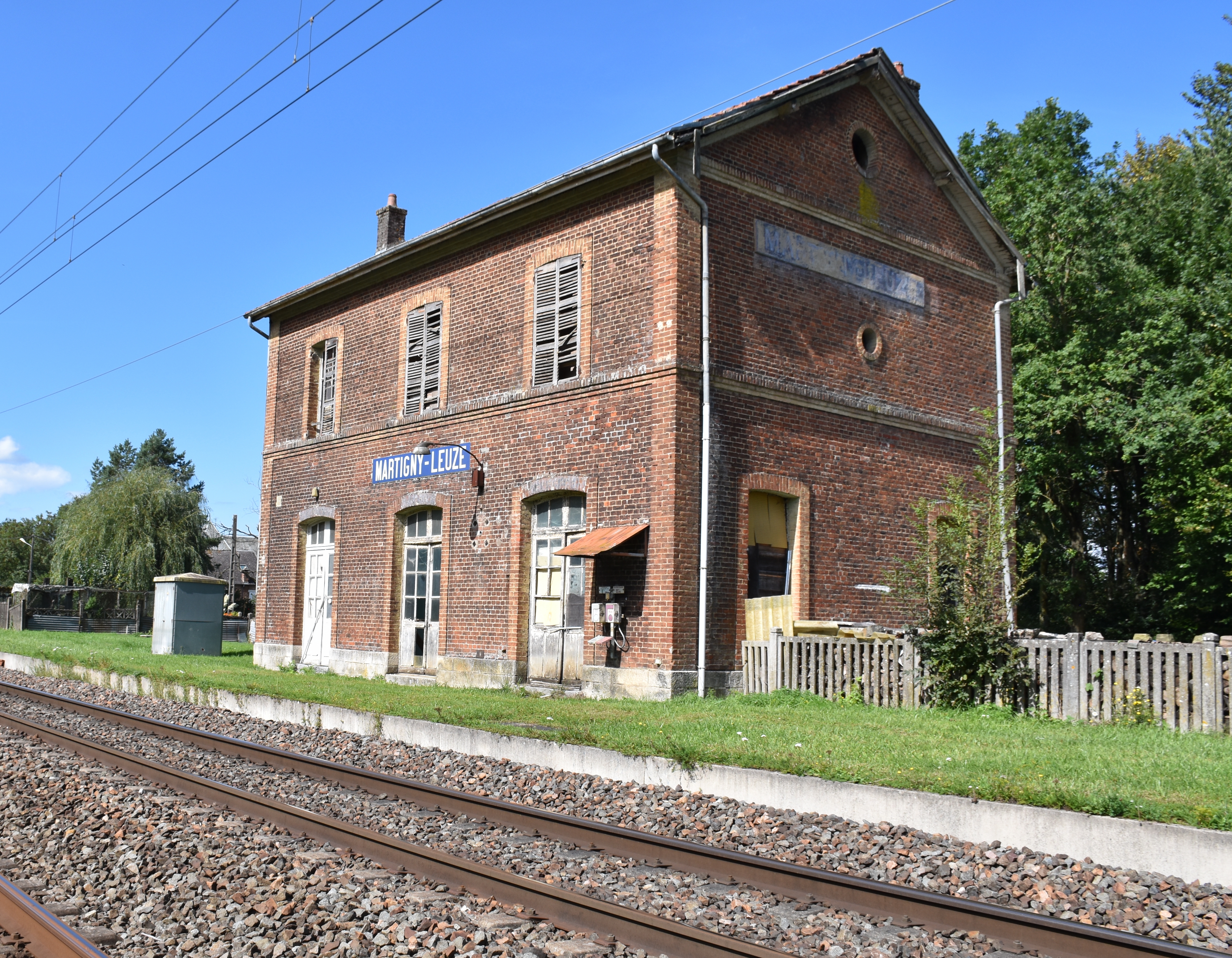
L'ancienne gare de Martigny-Leuze.

### Seigneurs de Martigny
Martigny appartenait à l'origine aux seigneurs de Guise, et jusqu'au milieu du XIIIe siècle, il n'eut pas d'autres seigneurs qu'eux. Il fut ensuite donné en fief aux seigneurs suivants :
- 1230, Hugues, seigneur de Rumigny, Aubenton et Martigny. Il passa ensuite dans la maison de Lorraine.
- 1326-1335, Hugues de Lorraine, sire de Martigny, la Roche, Besmont, Leuze et Beaumetz.

De son temps, le seigneur de Martigny avait des terres arables, la pêche de la rivière, le vinage de Martigny, la ville de Buemont avec ses chaumières en justice et seigneurie, le vivier, le terrage, le bois de Martigny avec la haute et basse justice, plusieurs fiefs, etc.
- 1380, Ferry de Lorraine, seigneur également de Rumigny.

Cette seigneurie entra ensuite dans la maison de Martigny, originaire de Bourgogne. Mais il n'est pas possible, comme on le dit, que Robert, le premier de cette maison, soit le fondateur du village de Martigny, attendu que ce village existait bien avant son arrivée dans le pays.
- Vers 1390, Robert de Martigny, chevalier. Il fut tué sur le pont de Montereau. Femme, Marguerite de Flandres.
- 1419, Jean de Martigny, leur fils, seigneur également de Hérinssart et Beaurieux. Femme, Colette de Flavigny. Enfants : Robert, Jean (seigneur de Beaurieux), Othon, Jacques (sans alliance), Jean (mayeur de Landrecies), Colard, Jeanne (femme de Charles de Flavigny, écuyer).
- 1442, Robert II de Martigny, ministre d'État du duc de Bourgogne. Femme, Marie de Barbançon.
- 14.., Jean II de Martigny, leur fils. Femme, Bauldaine de Lattre, dite de Tombes. Enfants : Philibert, Frédéric, Marguerite (femme de Jean de Hun, seigneur de Villiers), Jacqueline (femme de Louis d'Aressel).

La terre de Martigny fut ensuite engagée en 1481 avec celle d'Aubenton, à Gratien d'Aguerre, seigneur d'Ivois, puis retirée des mains de son fils, en 1515. Le dernier seigneur particulier connu de Martigny est Jérôme de Mussan en 1670.
Martigny faisait partie de l'intendance de Soissons, des bailliage, élection de Guise et du diocèse de Laon.
 Toponymie

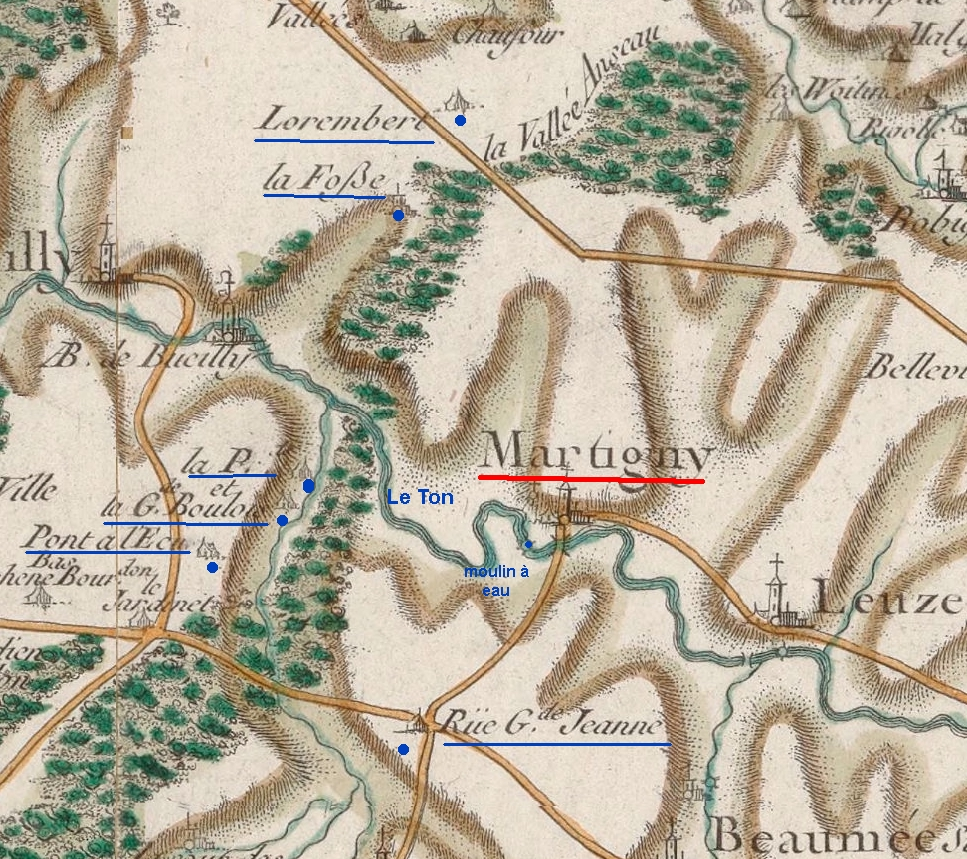
Carte de Cassini du secteur
(vers 1750).

Le village est cité pour la première fois sous l'appellation latine de Martigniacum en 1120 dans un cartulaire de l'abbaye de Bucilly. Le nom variera encore ensuite en fonction des différents transcripteurs : Martigni, Martigni-in-Terasca, Martegni, Martigny-en-Thiérache , puis  l'orthographe actuelle Martigny sur la carte de Cassini vers 1750  
.

Carte de Cassini

La carte de Cassini montre qu'au XVIIIe siècle, Martigny est une paroisse située sur la rive droite de la rivière le Thon ou Ton sur laquelle un moulin à eau est symbolisé par une roue dentée.

Un pont en pierre permet de franchir le ruisseau pour se rendre au hameau la Rüe-Grande-Jeanne situé au sud.

Au nord, les hameaux de Lorembert (aujourd'hui Laurembert) cité en 1624 sous l'appellation de Lambellis et de la Fosse (cité en 1148 sous le nom de la Fosse -aux-Connins) existent encore de nos jours.

A l'ouest sont représentées les fermes de la Petite et de la Grande Bouloie ainsi que le Pont-à-l'Ecu sur le ruisseau le Goujon,

En creusant un silo en 1980 sur le site d'une ferme en haut de l'actuelle « ruelle du Château », il a été mis au jour la base d'une tour circulaire de l'ancien château fort dont il ne reste pas de plan. Une monnaie de billon anglaise au léopard de la guerre de Cent Ans et un tournoi en cuivre Henri III, roi de France et Pologne, y ont été trouvées. Les pierres en calcaire blanc montrent des traces d'incendie (rosies par la chaleur).[réf. souhaitée]
La commune disposait de la gare de Martigny - Leuze, désormais fermée, sur la ligne d'Hirson à Amagne - Lucquy, où circulent les trains reliant Lille-Flandres à Charleville-Mézières.

## Politique et administration

### Découpage territorial
La commune de Martigny est membre de la communauté de communes des Trois Rivières, un établissement public de coopération intercommunale (EPCI) à fiscalité propre créé le 29 décembre 1995 dont le siège est à Buire. Ce dernier est par ailleurs membre d'autres groupements intercommunaux.
Sur le plan administratif, elle est rattachée à l'arrondissement de Vervins, au département de l'Aisne et à la région Hauts-de-France. Sur le plan électoral, elle dépend du  canton d'Hirson pour l'élection des conseillers départementaux, depuis le redécoupage cantonal de 2014 entré en vigueur en 2015, et de la troisième circonscription de l'Aisne  pour les élections législatives, depuis le dernier découpage électoral de 2010.

### Administration municipale
| Période                                  | Période                   | Identité         | Étiquette | Qualité                                                                         |
| ---------------------------------------- | ------------------------- | ---------------- | --------- | ------------------------------------------------------------------------------- |
| Les données manquantes sont à compléter. |                           |                  |           |                                                                                 |
| avant 1981                               | mars 2001                 | Henri Hollande   | DVD       | Chef d'entreprise Conseiller général du canton d'Aubenton (1976-2001)           |
| Mars 2001                                | avril 2014                | Joël Duterque    |           |                                                                                 |
| avril 2014                               | En cours (au 27 mai 2020) | Jérôme Duverdier | DVD-LR    | Agriculteur Conseiller départemental depuis 2021 Réélu pour le mandat 2020-2026 |

## Démographie
À partir du XXIe siècle, les recensements réels des communes de moins de 10 000 habitants ont lieu tous les cinq ans. Pour Martigny, cela correspond à 2008, 2013, etc. Les autres dates de « recensements » (2007, etc.) sont des estimations.

L'évolution du nombre d'habitants est connue à travers les recensements de la population effectués dans la commune depuis 1793. Pour les communes de moins de 10 000 habitants, une enquête de recensement portant sur toute la population est réalisée tous les cinq ans, les populations de référence des années intermédiaires étant quant à elles estimées par interpolation ou extrapolation. Pour la commune, le premier recensement exhaustif entrant dans le cadre du nouveau dispositif a été réalisé en 2008.

En 2022, la commune comptait 421 habitants, en évolution de −2,32 % par rapport à 2016 (Aisne : −1,97 %, France hors Mayotte : +2,11 %).
| 1793 | 1800 | 1806 | 1821  | 1831  | 1836  | 1841  | 1846  | 1851  |
| ---- | ---- | ---- | ----- | ----- | ----- | ----- | ----- | ----- |
| 715  | 817  | 891  | 1 020 | 1 040 | 1 052 | 1 103 | 1 079 | 1 125 |

| 1856  | 1861  | 1866  | 1872  | 1876 | 1881 | 1886 | 1891 | 1896 |
| ----- | ----- | ----- | ----- | ---- | ---- | ---- | ---- | ---- |
| 1 064 | 1 047 | 1 045 | 1 002 | 444  | 919  | 930  | 875  | 837  |

| 1901 | 1906 | 1911 | 1921 | 1926 | 1931 | 1936 | 1946 | 1954 |
| ---- | ---- | ---- | ---- | ---- | ---- | ---- | ---- | ---- |
| 785  | 804  | 747  | 717  | 700  | 682  | 692  | 611  | 645  |

| 1962 | 1968 | 1975 | 1982 | 1990 | 1999 | 2006 | 2008 | 2013 |
| ---- | ---- | ---- | ---- | ---- | ---- | ---- | ---- | ---- |
| 591  | 561  | 525  | 450  | 457  | 460  | 452  | 450  | 435  |

| 2018 | 2022 | - | - | - | - | - | - | - |
| ---- | ---- | - | - | - | - | - | - | - |
| 437  | 421  | - | - | - | - | - | - | - |

## Économie
Martigny est une commune rurale, son économie est en partie basée sur la production agricole. La production laitière y est encore importante, les cultures céréalières et fruitières y tiennent une place non négligeable.
D'autres types d'élevages (avicoles, piscicoles, etc.) sont également représentés.
Quelques commerces de proximité parviennent à se maintenir sur le village (boulangerie, café).
L'artisanat y est présent, notamment dans le secteur de la construction et de la mécanique automobile.

## Lieux et monuments
- Église Saint-Jean-Baptiste.
- Musée du souvenir militaire[33] (fermé en 2009)[34].

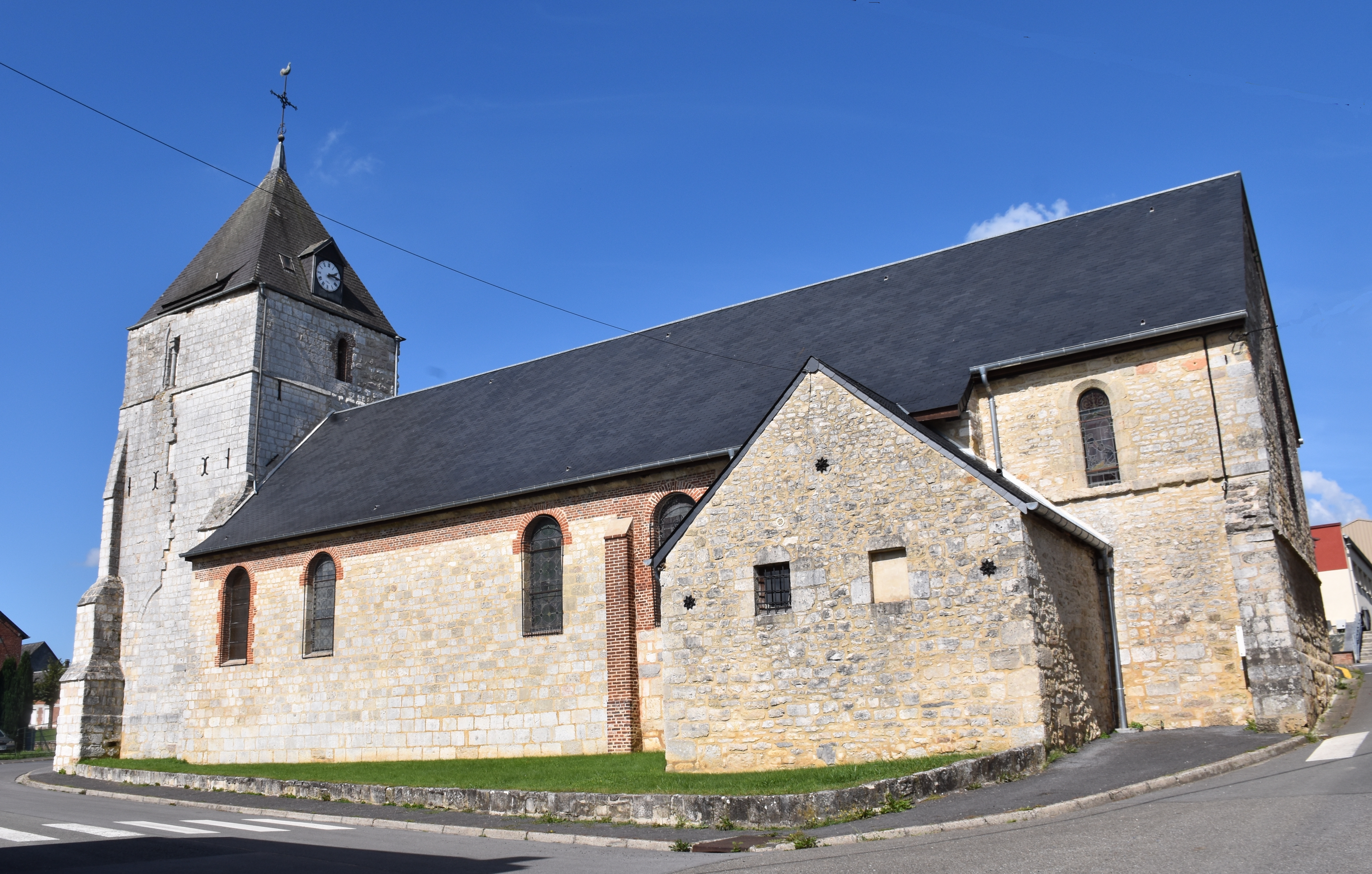
l'église Saint-Jean-Baptiste.
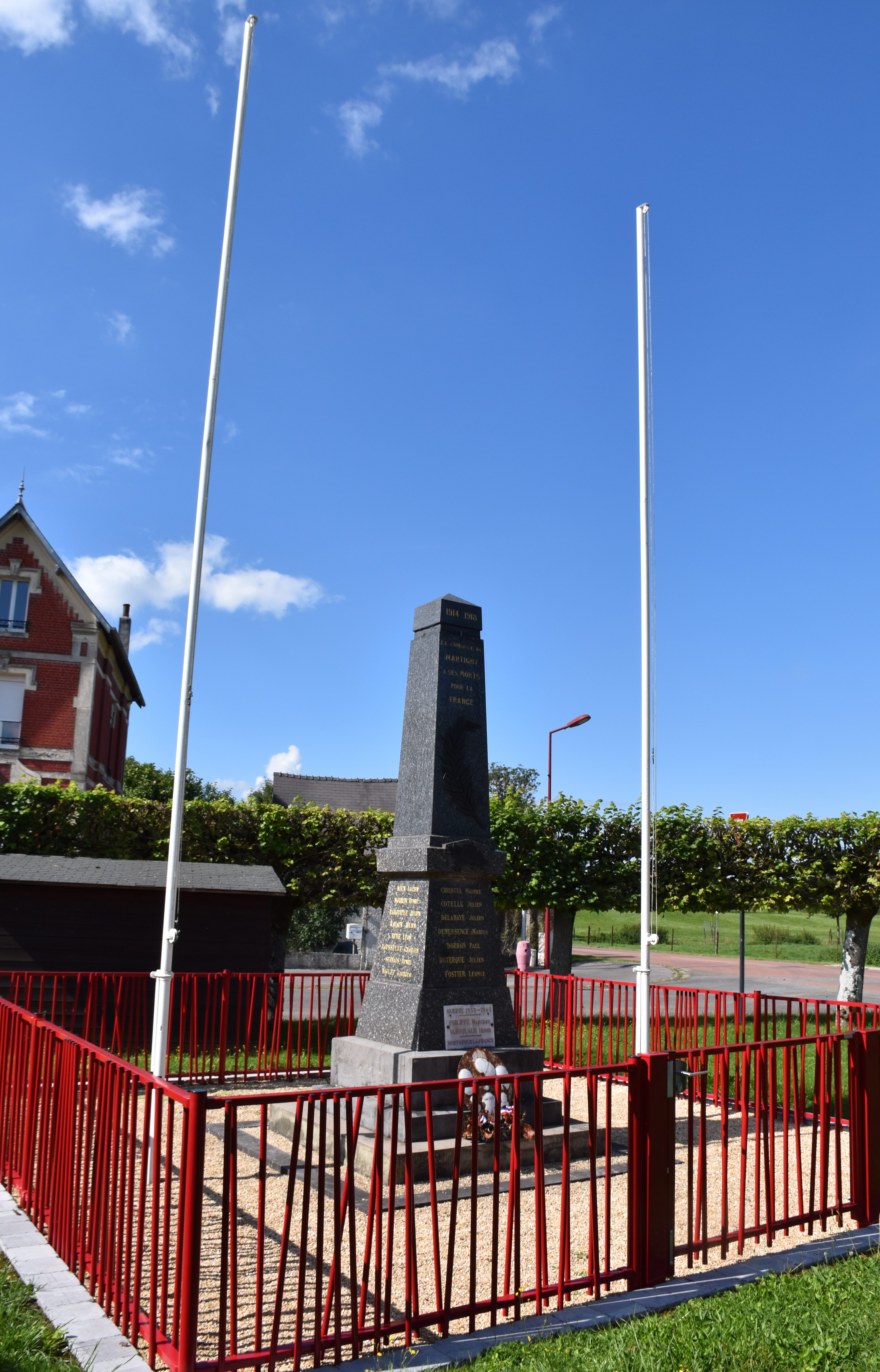
Le monument aux morts.
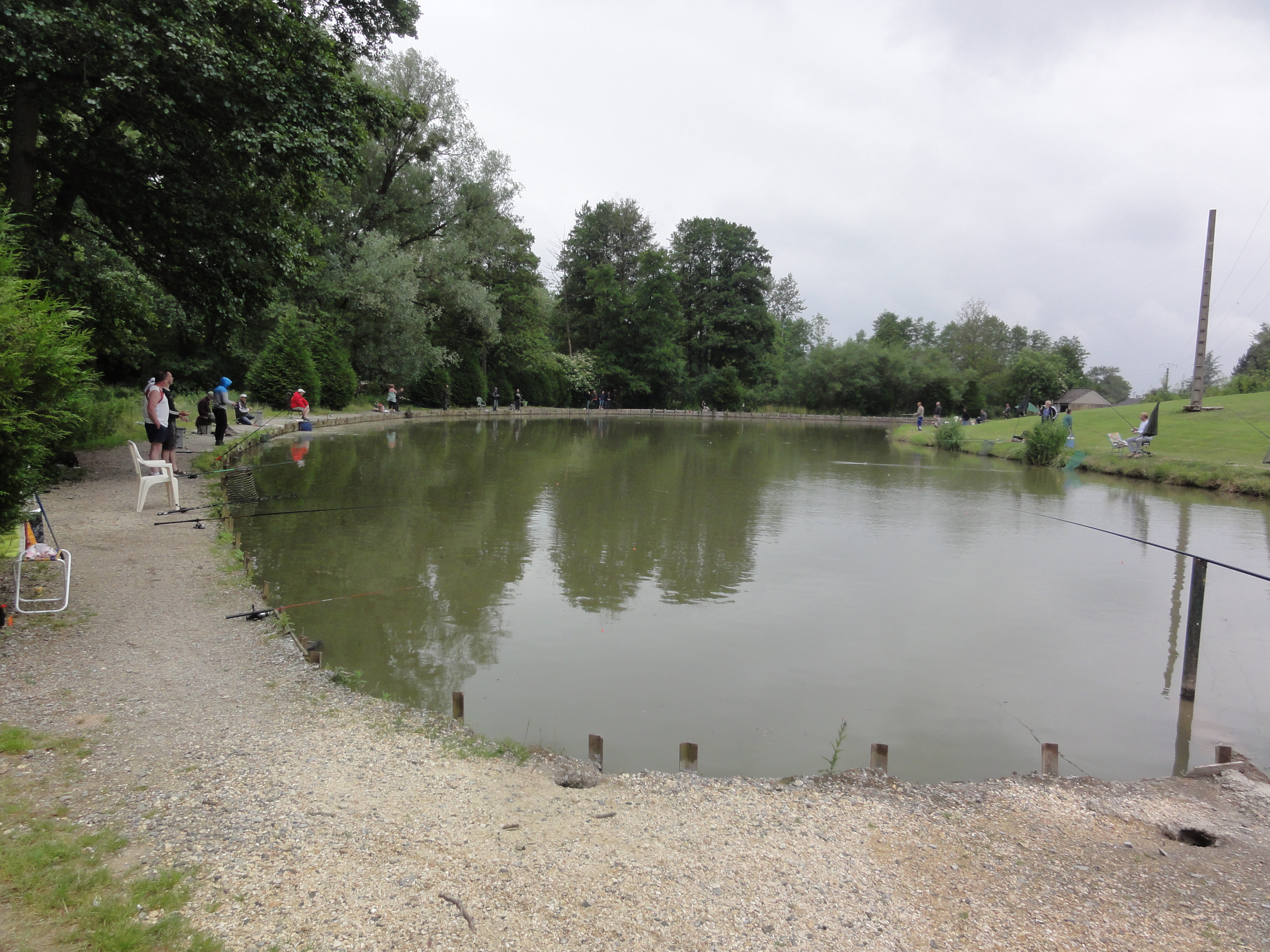
Étang de pêche.
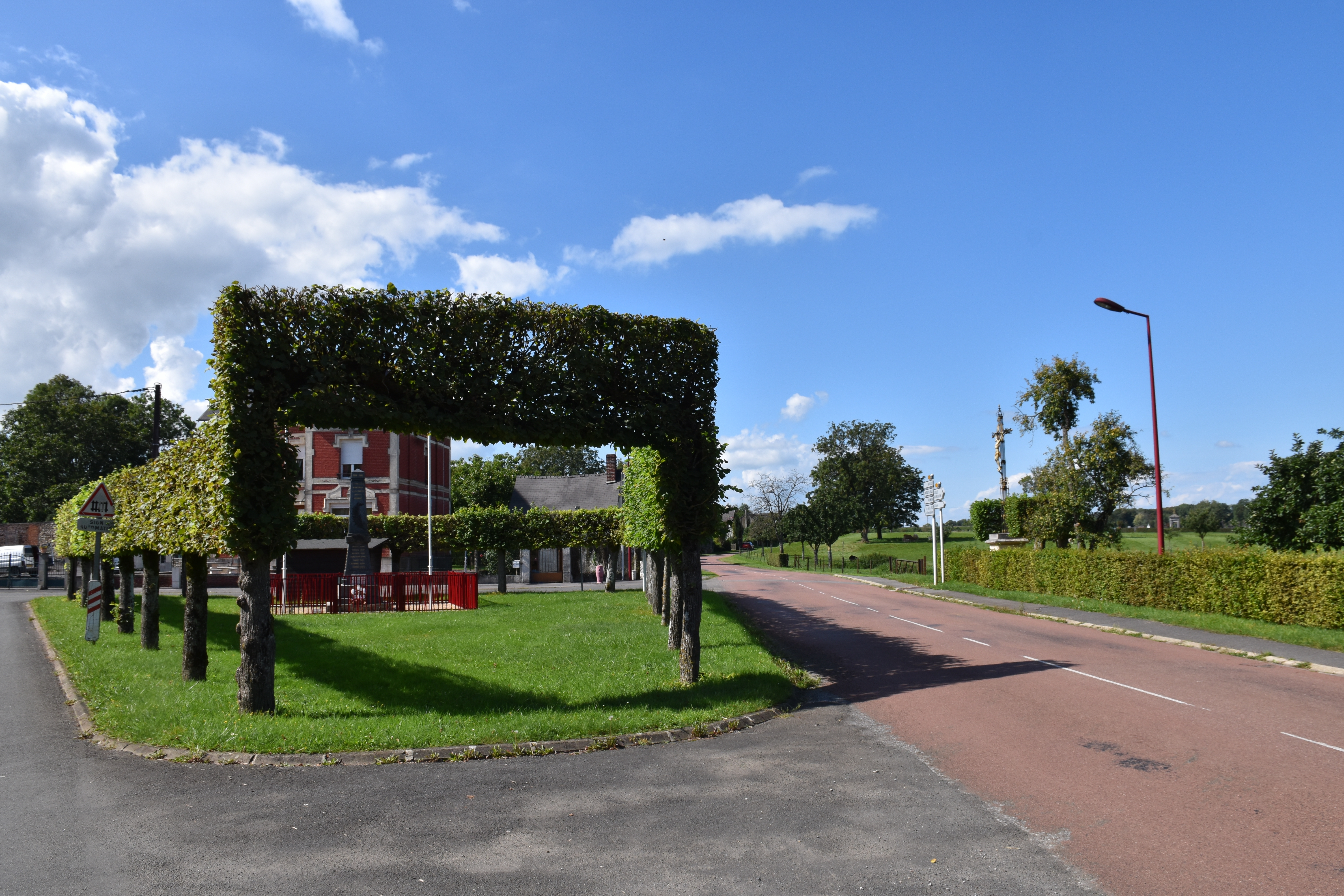
La place du monument.
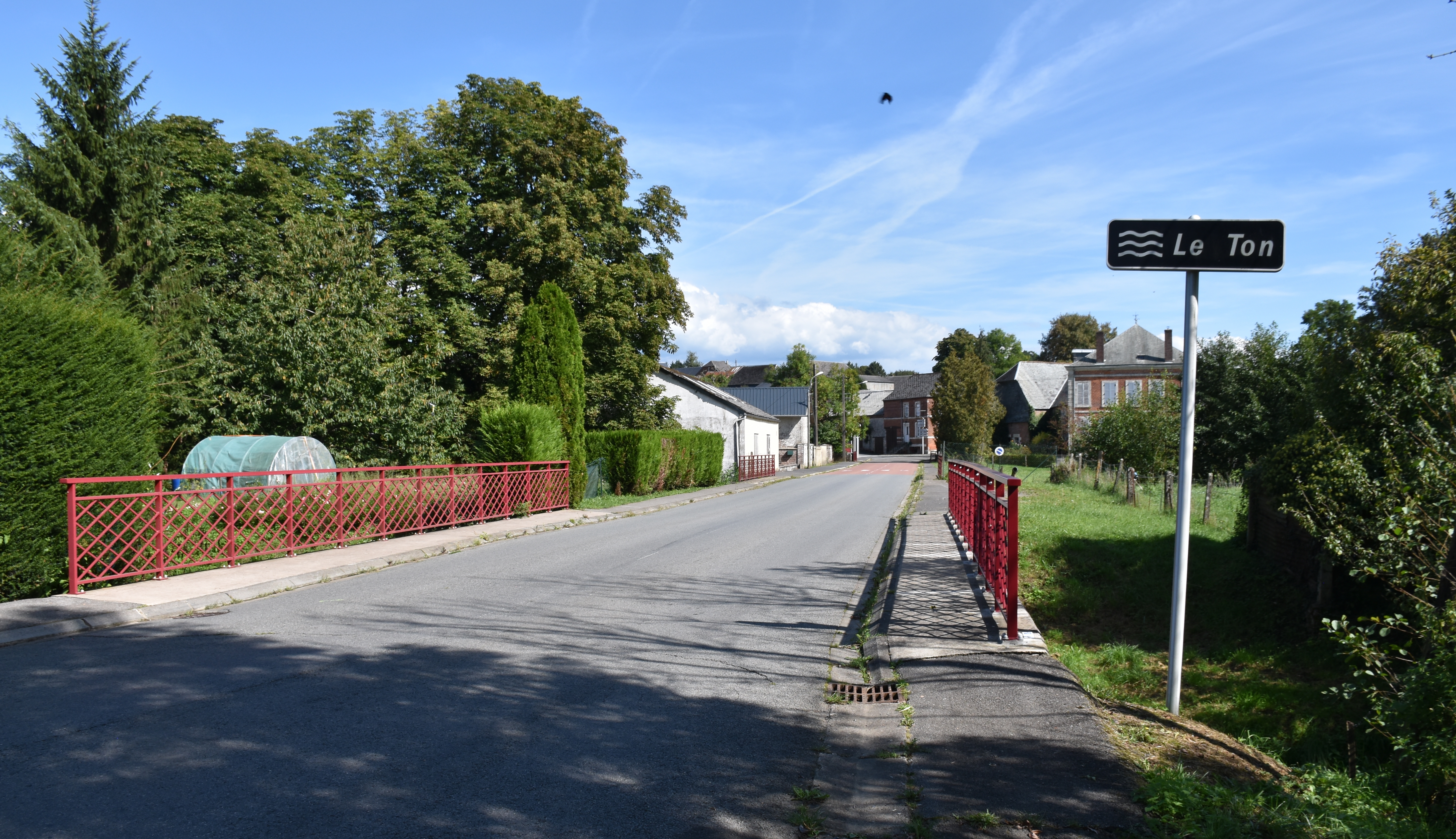
Le pont sur Le Ton.

## Personnalités liées à la commune
- Pierre Martillière (1759-1807), général des armées de la République et de l'Empire.